# زهرة الدم الغرانيتية
زهرة الدم الغرانيتية (الاسم العلمي: Haemanthus graniticus) هي نوع من النباتات تتبع جنس زهرة الدم من فصيلة النرجسية. تم وصف هذا النوع من النبات علمياً لأول مرة من قبل ديردريه آن سنيمان سنة 1984.